# Macrostemum pallipes
Macrostemum pallipes är en nattsländeart som först beskrevs av Banks 1931.  Macrostemum pallipes ingår i släktet Macrostemum och familjen ryssjenattsländor. Inga underarter finns listade i Catalogue of Life.